# 2. Klavierkonzert (Schostakowitsch)
Das 2. Klavierkonzert F-Dur, op. 102 ist ein Klavierkonzert des russischen Komponisten Dmitri Schostakowitsch.

## Entstehung
Das Klavierkonzert entstand 1957, über 20 Jahre nach seinem ersten Klavierkonzert. Das Werk ist Schostakowitschs Sohn, Maxim Schostakowitsch, gewidmet und wurde diesem zum 19. Geburtstag geschenkt. Auch deshalb versprüht es einen jugendlichen Elan und eine Leichtigkeit, fast Ernstlosigkeit, mit welcher Schostakowitsch die Jugend charakterisiert. Im zweiten Satz gesteht er ihr allerdings auch Gedanken- und Empfindungstiefe zu.

## Zur Musik

### Besetzung
Solo-Klavier, 2 Flöten, Piccoloflöte, 2 Oboen, 2 Klarinetten, 2 Fagotte, 4 Hörner, Pauke, Kleine Trommel und Streicher

### 1. Satz: Allegro
Der Hauptsatz beginnt mit einem einfachen und liedhaften Thema. Nach einem vorbereitenden Motiv der Holzbläser stellt das Klavier dieses Thema vor. Der Nachsatz besteht aus einem schnellen Tonwiederholungsmotiv im Klavier zur Begleitung der Trommel. Im Anschluss stellt das Soloklavier das zweite Thema vor, welches aus dem Material des ersten konzipiert ist, jedoch lyrischer wirkt. Ein Tuttischlag des Orchesters führt unter stürmischer Klavierbegleitung zum Hauptthema zurück, welches in rasant verarbeiteter Form erscheint. Es tauchen immer wieder rhythmisch verschobene und dynamisch variierte Motivfetzen auf, die dem Satz einen sehr unruhigen Charakter verleihen. Auf dem Höhepunkt dieses Geschehens wird das zweite Thema vom ganzen Orchester jubelnd dargeboten. Es schließt sich eine kurze Solokadenz an, welche fugatoähnliche Elemente hat und Schostakowitschs kontrapunktische Stärke hervorhebt. Diese führt zur Reprise des Hauptthemas, aus welchem sich das rasante Satzende in einer großen fließenden Bewegung entwickelt.

### 2. Satz: Andante
Das Andante ist der lyrische Mittelpunkt des Konzertes. In diesem Satz schweigen sowohl die Bläser als auch das Schlagwerk. Ein klagendes Thema der Streicher eröffnet den ergreifenden Satz. Langsam entwickelt sich der elegische Gesang, zu dem das Soloklavier schließlich hinzutritt und den kantablen Hauptgedanken intoniert. Eine tröstende Geste der Streicher löst eine neue Bewegung im Klavier aus, welche zum Eingangsgedanken des Satzes, nun im Klavier vorgetragen, führt. Eine weitere Wendung im Soloklavier mit ruhiger Streicherbegleitung führt zum friedlichen Ausklang des erhabenen Satzes.

### 3. Satz: Allegro
Nahezu attacca folgt das Schlussallegro auf das Andante. Eine repetitive Geste des Klaviers führt zum tänzerischen Hauptthema des Finales. Das Soloklavier entwickelt in übermütiger Manier den Gedanken, während die Streicher nur einige kurze Stützakkorde einwerfen. Erst danach bringt das Orchestertutti eine kurze Drehfigur in forte ein, welche vom Klavier aufgenommen wird. Wie im ersten Satz wird das musikalische Material auf vielfältige Weise und mit verschiedenen Motivfetzen in atemberaubendem Tempo und Vorwärtsdrang entwickelt. Der unaufhaltsame Lauf führt zum stürmischen Ende des Konzertes unter Paukenschlägen.

## Wirkung
Das 2. Klavierkonzert wurde von Maxim Schostakowitsch am 10. Mai 1957 zu seinem 19. Geburtstag im großen Saal des Moskauer Konservatoriums uraufgeführt. Begleitet wurde er vom Moskauer Staatlichen Akademischen Sinfonieorchester unter der Leitung von Nikolai Anossow (1900–1962). 
Obwohl das Konzert wohlwollend aufgenommen wurde, hielt Schostakowitsch es für ein schwaches Werk. Er selbst urteilte, dass es „keine erhaltenswerten künstlerischen Leistungen“ enthielte. Entgegen dieser harten Selbstkritik wurde das Konzert, wohl gerade aufgrund seiner Frische und Spontaneität, zu einem der beliebtesten Werke Schostakowitschs. Es wird immer wieder aufgeführt und eingespielt. Auch beide Schostakowitschs haben Aufnahmen des Konzertes eingespielt.

## Verwendung als Filmmusik
Der 1. Satz, Allegro, gehört zum Soundtrack des Zeichentrickfilms Fantasia 2000.
Der 2. Satz, Andante, wurde in dem Film Bridge of Spies als Filmmusik verwendet. Er spielt im geteilten Berlin des Jahres 1957, als das Konzert entstand.